# SB-204,741
SB-204,741 je lek koji deluje kao potentan i selektivan antagonist na serotoninskom 5- receptoru, sa oko 135x selektivnošću u odnosu na blisko srodni  receptor, i još većom u odnosu na  receptor. On se koristi u naučnim istraživanjima za ispitivanje funkcije  receptora.